# Pennatula phosphorea
De zeepen (Pennatula phosphorea) is een Pennatulaceasoort uit de familie van de Pennatulidae. De wetenschappelijke naam van de soort werd in 1758  voor het eerst geldig gepubliceerd door Carl Linnaeus.

## Beschrijving
Kolonies zijn stevig en vlezig en tot 40 cm lang. De zeepen bestaat uit een in de ondergrond ingebedde basale steel, waaruit bladachtige takken ontstaan. Gefuseerde poliepen vormen grote driehoekige 'bladeren' in afwisselende tegenover elkaar liggende zijrijen. De achterkant van de steel is bedekt met inhalatiepoliepen (siphonozooïden). Het vlees is doorschijnend, geelachtig of lichtroze met witte poliepen. De kolonie kan ook diep roodachtig roze zijn vanwege de aanwezigheid van rode skeletplaten in het weefsel. De centrale as van de kolonie is vaak aan de punt omgebogen als een herdersstaf. Deze soort kan bij verstoring oplichten in het donker.

## Verspreiding
Over het algemeen verspreid over West-Europa. Komt waarschijnlijk aan de meeste kusten van de Britse Eilanden voor, maar eerder lokaal. Alleen aangetroffen bij recente duikonderzoeken in het westen van Schotland. Leeft met de vlezige stengel ingebed in modder, zand of grind. Altijd off-shore in dieptes groter dan 10 meter.